# 大石真
大石真（日语：／ Ōishi Makoto ?，1925年12月8日—1990年9月4日），是日本儿童文学作家。

## 生平
1925年出生于埼玉县。毕业于早稻田大学英文系。曾任儿童读物编辑，后从事专业创作。1953年以《风向标》获儿童文学者协会新人奖，1963年以《看不见了的阿黑》获小学馆文学奖。
1990年9月4日去世。

## 中文译本
- 大石真. . 由安伟邦翻译. 少年儿童出版社. 1990年. ISBN 7532402452.
- 大石真. . 幽默儿童文学名著译丛. 由陶法义、赵琪翻译. 浙江少年儿童出版社. 1992年3月.